# Pedroche
Pedroche ist eine spanische Gemeinde in der Provinz Córdoba, Andalusien. Sie gehört zum Gemeindeverband Los Pedroches und umfasst ein Gebiet von 122 km², hatte 2024 1.456 Einwohner und liegt auf einer Höhe von 621 m über dem Meer, nördlich von Córdoba, ca. 93 km entfernt von der Provinzhauptstadt.
Das malerische Dorf liegt in einer Landschaft mit ausgedehnten Huteweiden mit Steineichenbestand. Die extensive Weidewirtschaft dient vor allem der Produktion des Jamón Ibérico. Das Dorf schmiegt sich an einen kleinen Hügel und zeichnet sich durch seine engen Gassen aus und der Turm der Iglesia del Salvador (Erlöserkirche) ist besonders prägend für das Stadtbild. Eine Besonderheit des Baustiles ist die Verwendung von Granit im Wechsel mit Kalkstein. Diese Bauweise ist typisch für die Region. Das Dorf sieht sich als historische Kapitale der sieben Städte der Region, die nach ihm benannt ist. Man weiß nicht genau, wann die Stadt gegründet wurde, aber Besiedlungsspuren gehen bis in vorgeschichtliche Zeit zurück. Heute gehört es zum Gerichtsbezirk von Pozoblanco. Das Dorf ist schon von weitem durch den Turm seiner Pfarrkirche zu erkennen. Bekannt ist es für sein Patronatsfest, das so genannte Los Piostros.

## Geographie
Pedroche liegt im Zentrum des Valle de Los Pedroches. Das Gemeindegebiet grenzt im Norden an Torrecampo, im Süden an Pozoblanco, im Osten an Villanueva de Córdoba und Torrecampo und im Westen an Dos Torres.
Das Dorf liegt auf einem großen Hügel. Offenbar war die strategisch günstige Lage ausschlaggebend für die Besiedlung. Wie die ganze Comarca erhebt sich die Stadt auf der Fastebene eines Granit-Plateaus. Der steinerne Schild wurde im Laufe der Jahrmillionen von Regen und Wind geformt, so dass eine flachwellige Landschaft entstand. Die Ebenen sind von Grasland und Weiden mit Huteeichen bedeckt. Zu den bedeutendsten Erhebungen zählen Cerro Hidalgo, Cerro de las Animas und Cerro San Pedro.

### Gewässer
Das Gebiet gehört zum Becken des Guadiana, und da Pedroche im Norden des Tales liegt, entwässern seine Bäche zum Guadiana. es sind nur kleine Bäche (riachuelos y torrentes), die in die größeren Bäche wie Arroyos del Santa María und Guadamora entwässern.
Der Arroyo del Santa María
Dieser Bach entsteht südöstlich von Pozoblanco und verläuft nach Nordosten. Sein kurvenreiches Tal verläuft nordwestlich von Pedroches, wo er einen großen Teil der Rinnsale aus Pedroches aufnimmt.

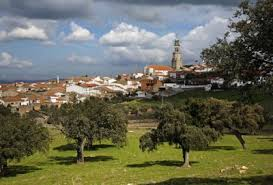
Umgebung von Pedroche
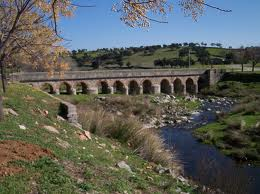
Ermita de Piedrasantas
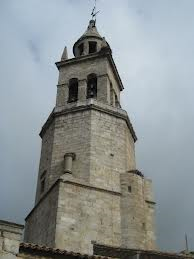
Der Torre
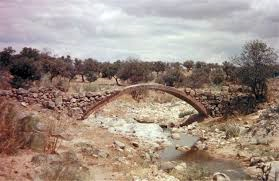
Die römische Brücke

### Klima
Das Andalusische Klima (clima gachero) ist ein typisch mediterranes Klima, jedoch geprägt durch die Hochebene der Submeseta Meridional, wodurch die Sommer vergleichsweise kurz und die Winter länger sind.
Die Temperaturen bewegen sich zwischen 6 und 8 °C im Winter, sogar mit Nachtfrösten, während im Sommer die durchschnittliche Temperatur bei 21 °C liegt. Die Höchsttemperatur steigt jedoch auf über 36 °C an. Die mittlere Jahrestemperatur liegt bei 18–19 °C.
Regen fällt hauptsächlich im Herbst und im Frühjahr, sodass ca. 70-80 Regentage gezählt werden. Der Jahresniederschlag beläuft sich auf 700 mm.

## Geschichte
Die ältesten Zeugnisse menschlicher Besiedlung gehen zurück auf die Antike. Man weiß, dass sich in dem Gebiet eine römische Stadt befand, Oxintigis, nach welcher seiner Zeit die ganze Region als Oxintiade benannt wurde. Nach Fray Andrés de Guadalupe wurde die Siedlung bereits 2263 v. C. gegründet. Plinius der Ältere berichtet von einer Gründung um 300 v. C. Beweise gibt es für diese Theorien allerdings nicht.
Altertum
Plinius schreibt: „In Hispania, im Norden der Provinz Betica befindet sich die Region mit Namen Oxintiade mit der Hauptstadt Oxintigis (Pedroche).“
Noch in der Römerzeit änderte sich laut Juan de Oraza der Name zu Baedro. (Allerdings wird auch El Viso mit diesem Namen identifiziert.) Aus der Römerzeit stammt ein Sarkophag und eine Brücke.
Gothenzeit
Aus der Zeit der Völkerwanderung ist nur wenig bekannt. Man weiß, dass Visigothen und Vandalen einander ablösten und dass die Visigothen das Castillo de Pedroche gründeten, dem sie den Namen Bretus Hins gaben. Eine Legende, die von Moral Padilla überliefert wird, besagt, dass der König Rodrigo der Visigothen die Kinder von Witiza verfolgte, die in der Burg Betrus Hins Zuflucht gefunden hatten.
Maurische Zeit
Als um 700 die iberische Halbinsel von Mauren erobert wurde, galt Pedroche als die mächtigste Stadt in der Gegend von Córdoba, mit starker Mauer und einer großen Burg, die allerdings nicht mehr existiert. Die Machtverhältnisse wechselten, so dass sich Christen und Muslime in der Herrschaft ablösten, bis die Stadt 1155 an Alfonso VII. fiel, der in Pedroche auch als Reu de Pedroche bezeichnet wird.
Die Reconquista
Die Eroberung begann unter Alfonso VII. Aufgrund der starken Stadtbefestigung zog sich die Belagerung hin und nach einem ersten Erfolg kamen die Muslime wieder an die Macht. 1158 eroberte Alfonso die Stadt erneut und beauftragte den Orden von Calatrava mit der Verteidigung, doch nach der verlorenen Schlacht von Alarcos fiel die Stadt nochmals in die Hände der Muslime. Erst nach dem Sieg der Kastilier in der Schlacht bei Las Navas de Tolosa ging die Stadt endgültig an die Christen.
Frühe Neuzeit
In der Folgezeit kam es zu einer Neubesiedlung. Es entstanden Villanueva de Córdoba, Alcaracejos, Villanueva del Duque und Añora, die der Herrschaft von Pedroche unterstellt wurden. Im 15. Jahrhundert unterstand Pedroche den Reyes Católicos.
Pedro López de Ayala schreibt in seinem Libro de la caza de las aves, dass in Pedroche die besten Falken gehalten werden und dass viele Leute herangezogen wurden um einen Teil von Galicien wieder zu besiedeln.
Das 16. Jahrhundert war das goldene Zeitalter von Pedroche. In dieser Zeit wurde der große Turm errichtet sowie der Convento de la Concepción und die Kirche.

### Época del marquesado
Mitte des 17. Jahrhunderts übergab Felipe IV das Valle de los Pedroches unter die Oberhoheit von Córdoba an die Grafen von El Carpio. in den folgenden 187 Jahren unter der Herrschaft der Carpio verfiel Pedroche zusehends. Aufgrund von wirtschaftlichen Krisen und Seuchen verlor die Stadt an Einwohnern und es entstanden die bekannten sieben Städte. 1747 verloren die Grafen die Jurisdiktion über die Villas de Pedroche.
19. Jahrhundert
Zwischen 1808 und 1810 nahmen die französischen Truppen Pedroche ein, plünderten es und hinterließen die Stadt in völliger Armut. Am 17. April 1835 erklärten die sieben Städte in der Eremita de Piedrasantas ihre Unabhängigkeit, wodurch Pedroche endgültig seine Vorrangstellung verlor.

## Wirtschaft
Die Wirtschaft in Pedroche wird hauptsächlich durch Landwirtschaft und insbesondere Viehhaltung bestimmt. Es werden Hafer, Alfalfa, Weizen, und Mais angebaut. Ein beträchtlicher Teil der Landwirtschaft macht aber auch Obstanbau auf künstlich bewässerten Flächen aus.
Seit jeher ist Pedroche auch ein Ort der Tiere. Der Preisverfall für landwirtschaftliche Produkte hat jedoch dazu geführt, dass viele Menschen die Viehzucht aufgegeben haben. Trotzdem gibt es noch Schaf-, Vieh-, Schweine- und – als zahlenmäßig größte Gruppe – Pferdezüchter.
Industrie gibt es keine und auch der Dienstleistungssektor ist nur gering entwickelt.
Bergbau
Wie in anderen Gemeinden der Region wurde schon im Altertum in Pedroche Bergbau betrieben. Schon lange sind die Lagerstätten nicht mehr rentabel, aber es gibt noch aufgelassene Bergwerke.
- Mina de Azoque, Quecksilber- und Bleimine
- Im Gebiet der Ermita de San Sebastián gab es eine Pyrit- und Eisenerz-Mine (Calabrita)

## Flora und Fauna
Auf den Bergen dominieren die dicken, jahrhundertealten Eichen, die seit Brennholz und Kohle liefern. Im Hügelland der Macchia (monte bajo) wachsen Oliven, Zistrose, Erdbeerbaum, Mastix, Thymian, Rosmarin und andere, während entlang der Bäche auch Tamujo (Flueggea tinctoria), Oleander und Pappeln (álamos) zu finden sind.
Die Tierwelt zeichnet sich durch einen Reichtum an Wild aus. Neben Reh und Wildschwein sind vor allem Raubtiere wie Füchse, Ginsterkatzen, Frettchen, Wiesel und selbst Wölfe zu finden. Diese ernähren sich von den reichlich vorhandenen Hasen und Kaninchen zu finden. Häufige Vögel sind Spatz, Stieglitz, Amsel, Lerche, Lerche, sowie Käuze, Rebhühner usw.
Aufgrund des Klimawandels überwintern in Pedroche in den letzten Jahren vermehrt Zugvögel wie Schwalben, Störche und Bienenfresser.
Reptilien sind durch Eidechsen verschiedener Arten, Treppennattern, Hufeisennattern und Vipern vertreten, während in den Tümpeln und Bächen verschiedene Amphibienarten wie Frösche und Kröten heimisch sind.

## Kultur
Für die Bürger der Gemeinde gibt es verschiedene Sport- und Kultureinrichtungen:
8 Parks, das Fußballfeld des FC Pedroche, Schwimmbad, Sporthalle, Jugendhaus, Bibliothek und mehrere Schulen.

### Vereine
In Pedroche gibt es ein reges Vereinsleben:
- La sociedad de cazadores (Jägerverein, gegr. 1969).
- Asociación de Madres y Padres de Alumnos (AMPA): Elternverein für Schüler des Schulzentrum Simón Obejo y Valera.
- Asociación de amas de Casa Reina Cava (Frauenverein).
- La Peña Madridista Gachera (Fanclub von Real Madrid).
- Banda de Música Santa Cecilia (Orchester).
- Agrupación Musical (Musikverein).

## Sehenswürdigkeiten
Patrimonio Histórico Andaluz
- Iglesia del Salvador
- La Torre

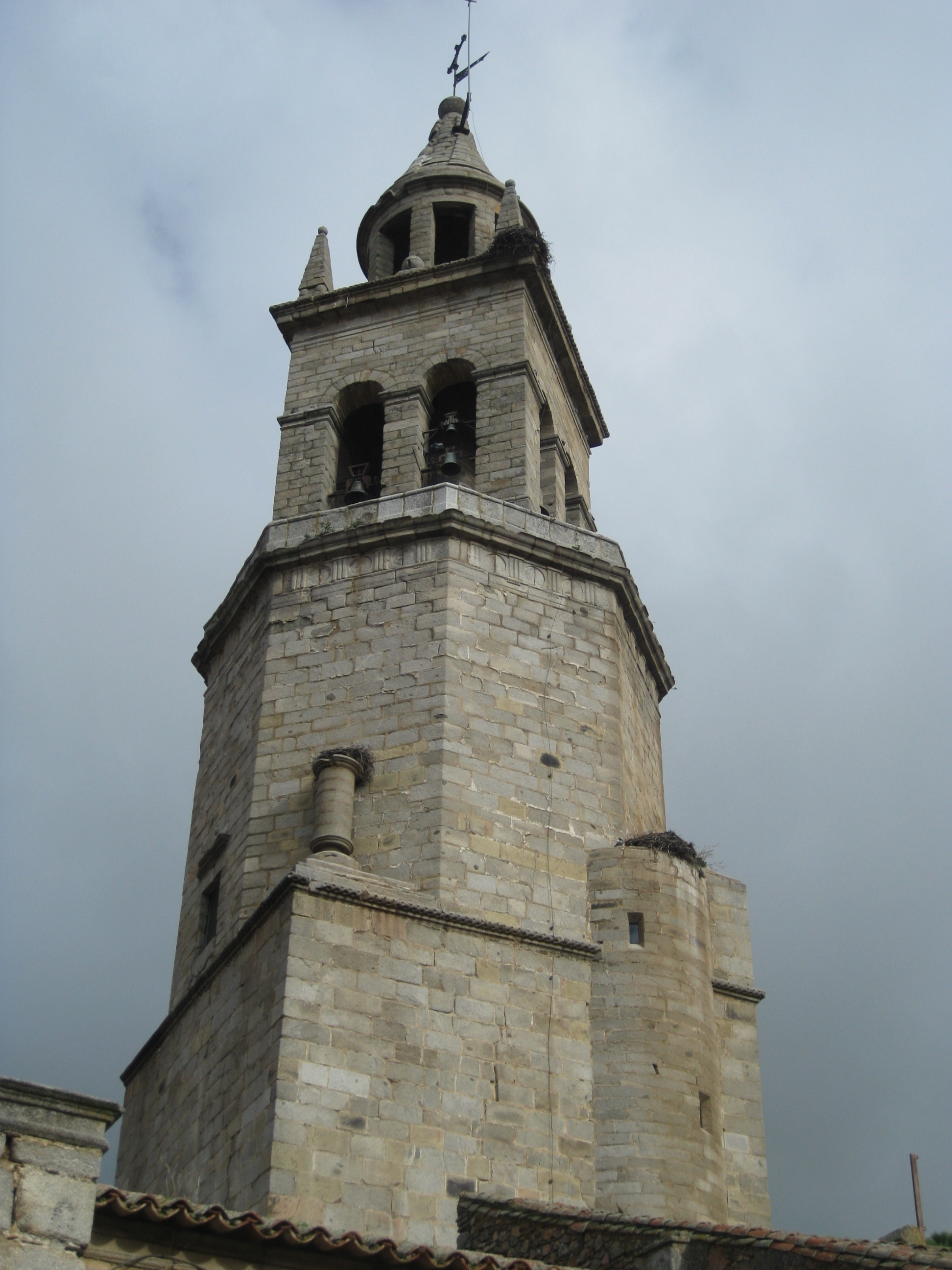
Turm der Iglesia de Pedroche.

- Convento de Nuestra señora de la Concepción
- Convento de Nuestra Señora del Socorro
- Ermita de Nuestra Señora de Piedrasantas
- Ermita de San Sebastián
- Ermita de Nuestra Señora del Catillo
- Ermita de Santa Lucía
- La Plaza

## Feste
Los Piostros
Jedes Jahr am 7. und 8. September findet eine der größten Pferdeveranstaltungen in Andalusien statt. Die Festteilnehmer kommen auf ihren Pferden, Eseln, Maultieren und Mulis zur Ermita de su Señora. Eine Besonderheit ist, dass die Frauen auf besonderen Tragen auf Maultieren reiten. Wenn der Zug die Kirche erreicht, findet eine Messe statt und dann spielt das Orchester einige Melodien. Danach begeben sich die Teilnehmer zur berühmten Anhöhe el Molar, worauf sie im Galopp zurückkehren. 2010 wurde die Veranstaltung zur Fiesta de Interés Turístico de Andalucía erklärt.
La función de los Soldados
Eine traditionsreiche Fiesta findet am Ostermontag statt. Nach der Legende geht das Fest zurück auf eine einfache Hausfrau, Clarita, deren Mann Manolete 1917 in den Krieg nach Marokko ziehen musste. In ihrer Traurigkeit gelobte Clarita der Virgen de Piedrasantas, jedes Jahr am Ostermontag eine Messe und ein Fest zu veranstalten, wenn ihr Geliebter zurückkehren würde. Früher nahmen an der Messe vor allem die Jungfrauen und die Jungen Männer teil, die zum Militärdienst eingeteilt wurden. Seit dem Ende der Wehrpflicht sind es vor allem die Jugendlichen, die in diesem Jahr volljährig werden (los quintos).

## Persönlichkeiten
- Nacho Romero (Juan Ignacio Romero Misas) (* 1973), ehemaliger Basketballspieler